# Coulours
Coulours là một xã của Pháp,tọa lạc ở tỉnh Yonne trong vùng Bourgogne-Franche-Comté.
Diện tích là 17,4  km², dân số năm 1999 là 158 người.

## Thông tin nhân khẩu
| Năm | 1962 | 1968 | 1975 | 1982 | 1990 | 1999 |
| --- | ---- | ---- | ---- | ---- | ---- | ---- |
| Dân số | 229  | 235  | 167  | 150  | 156  | 158  |
| From the year 1962 on: No double counting—residents of multiple communes (e.g. students and military personnel) are counted only once. |      |      |      |      |      |      |